# Stilbeen
Stilbeen is de triviale naam van trans-1,2-difenyletheen (meestal aangeduid als E-stilbeen), een geconjugeerde organische verbinding, waarbij twee fenylgroepen verbonden zijn door middel van een dubbele binding. De naam is afgeleid van het Griekse woord stilbos, hetgeen schitterend betekent. 

## Synthese
E-stilbeen kan bereid worden door middel van een Horner-Wadsworth-Emmons-reactie van benzaldehyde met benzylfosfonzuurdi-ethylester. Dit ylidevormend reagens wordt zelf bereid door de Michaelis-Arboezov-reactie van di-ethylfosfiet met benzylbromide.

## Eigenschappen en reacties

### Isomerie
Naast E-stilbeen bestaat er ook Z-stilbeen dat door grote sterische hindering tussen de fenylgroepen minder stabiel is. Dit Z-stilbeen heeft een smeltpunt van 5 tot 6°C, terwijl het smeltpunt van E-stilbeen rond de 125°C ligt. Dit geeft aan dat er grote verschillen zijn tussen de twee cis-trans-isomeren.
E-stilbeen isomeriseert naar Z-stilbeen onder invloed van licht:
De omgekeerde reactie kan worden veroorzaakt door warmte of licht.

### Bromering
Eenvoudige koolwaterstoffen zijn vrij inert. Om complexere moleculen te vormen is het over het algemeen nodig reactievere functionele groepen te introduceren. Alkenen, die een dubbele binding tussen twee koolstofatomen bezitten, kunnen gehalogeneerd worden om alkylhalogeniden te vormen, die het uitgangspunt kunnen vormen van verscheidene andere syntheseroutes.
De bromering van E-stilbeen wordt meestal uitgevoerd met behulp van pyridiniumtribromide, omdat dit in staat is om in situ dibroom te vormen. Dibroom is een giftige en vluchtige donkerrode vloeistof, die uiterst onhandelbaar is om mee te werken. Om deze reactie milieuvriendelijker te maken wordt de in-situvorming van dibroom met pyridiniumtribromide vervangen door waterstofbromide, hetgeen geoxideerd wordt door waterstofperoxide:
{\displaystyle \mathrm {2\ HBr\ +\ H_{2}O_{2}\ \longrightarrow \ Br_{2}\ +\ 2\ H_{2}O} }
De bromering van E-stilbeen leidt dan tot vorming van 1,2-dibroom-1,2-difenylethaan:

## Toepassingen
E-stilbeen wordt gebruikt in de productie van kleurstoffen en optische witmakers. Verder wordt het gebruikt in kleurstoflasers en als een fosfor voor beeldschermen.
Veel stilbeen-derivaten (stilbenoïden) komen van nature voor in planten. Voorbeelden zijn resveratrol, het verwante pterostilbeen en de verschillende schweinfurthines.
Stilbeen wordt ook gebruikt als neutrondetector.